# 2. Parteitag der Kommunistischen Partei Chinas

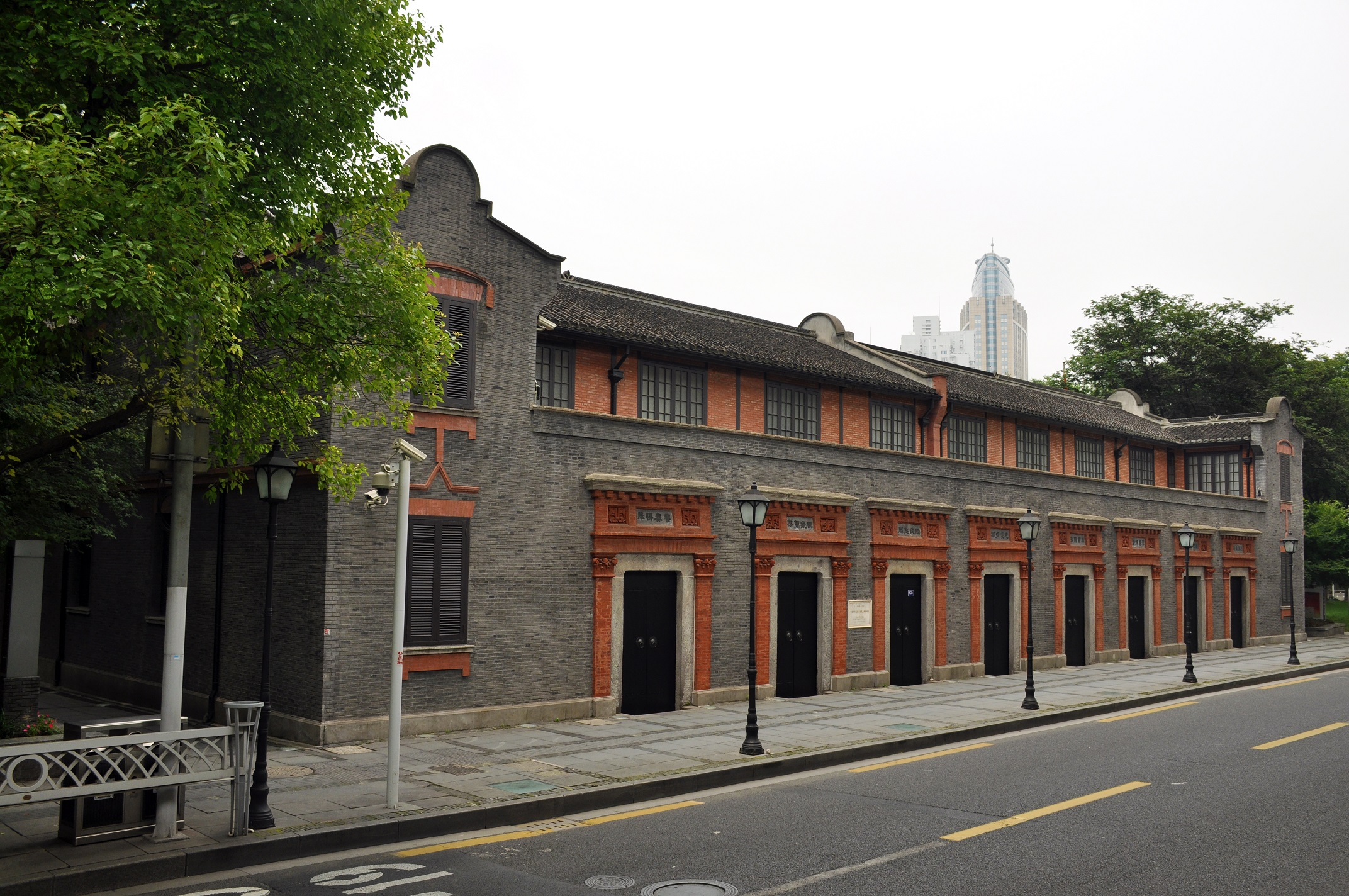
Ehemalige Residenz von Li Da im Stadtteil Jing’an von Shanghai, wo der 2. Parteitag stattfand (heute Teil der Denkmalliste der Volksrepublik China)

Der 2. Nationale Parteitag der Kommunistischen Partei Chinas (中国共产党第二次全国代表大会 Zhōngguó gòngchǎndǎng dì-èr cì quánguó dàibiǎo dàhuì) fand vom 16. bis 23. April 1922 in der Residenz von Li Da in Shanghai im International Settlement statt. An dem Kongress nahmen 12 Personen teil, die die 195 Parteimitglieder vertraten.
Dieser Kongress war von großer Bedeutung, denn er führte zur Verabschiedung der ersten Parteisatzung und zur Festlegung ihrer politischen Resolutionen, insbesondere zum Imperialismus und zum Weltgeschehen, zur Mitgliedschaft in der Kommunistischen Internationale und zur Gründung der Gewerkschaftsbewegung der Partei, der Bewegung der jungen Kommunisten und der Frauenbewegung.
Der politische Bericht wurde von Chen Duxiu vorgetragen.
Der Posten des Generalsekretärs wurde abgeschafft und durch ein zentrales Exekutivkomitee ersetzt. Der Vorsitz des Komitees wurde Chen Duxiu, Parteigründer und ehemaliger Generalsekretär, anvertraut.
Auch die Kommunistische Partei Chinas erklärte sich als „ein Zweig der Komintern“. Dies ist eine radikale Veränderung gegenüber dem 1. Parteitag, auf dem beschlossen worden war, dass die Partei nur ein Verbündeter der Komintern sei.
Die Stätte des 2. Nationalen Parteitags der Kommunistischen Partei Chinas steht seit 2013 auf der Denkmalliste der Volksrepublik China (7-1698).